# Mistrzostwa Polski w Saneczkarstwie 2010 (tory naturalne)
Mistrzostwa Polski w Saneczkarstwie 2010 odbyły się w dniach 13–14 lutego 2010 r. na torze naturalnym w Gołdapi.

## Klasyfikacje[1]

### Jedynki kobiet
| Miejsce | Zawodnik          | Klub                          |
| ------- | ----------------- | ----------------------------- |
| 1.      | Wioletta Ryś      | Jastrząb Szczyrk              |
| 2.      | Klaudia Chowaniec | Beskidy Bielsko-Biała         |
| 3.      | Natalia Waniczek  | Jastrząb Szczyrk              |
| 4.      | Aleksandra Szuler | Łoś Gołdap                    |
| 5.      | Karolina Banach   | Lipowiec Czechowice-Dziedzice |
| 6.      | Patrycja Czyż     | Lipowiec Czechowice-Dziedzice |

### Jedynki mężczyzn
| Miejsce | Zawodnik         | Klub                          |
| ------- | ---------------- | ----------------------------- |
| 1.      | Adam Jędrzejko   | Beskidy Bielsko-Biała         |
| 2.      | Damian Waniczek  | Jastrząb Szczyrk              |
| 3.      | Łukasz Goryl     | Lipowiec Czechowice-Dziedzice |
| 4.      | Piotr Banach     | Łoś Gołdap                    |
| 5.      | Dawid Jachnicki  | Beskidy Bielsko-Biała         |
| 6.      | Andrzej Laszczak | Jastrząb Szczyrk              |

### Dwójki
| Miejsce | Zawodnik                           | Klub                          |
| ------- | ---------------------------------- | ----------------------------- |
| 1.      | Andrzej Laszczak Damian Waniczek   | Jastrząb Szczyrk              |
| 2.      | Adam Jędrzejko Alan Wnuk           | Beskidy Bielsko-Biała         |
| 3.      | Łukasz Goryl Mirosław Sojka        | Lipowiec Czechowice-Dziedzice |
| 4.      | Dawid Jachnicki Sebastian Soszka   | Beskidy Bielsko-Biała         |
| 5.      | Bartosz Czyż Artur Chrobok         | Lipowiec Czechowice-Dziedzice |
| 6.      | Marcin Kulbacki Tomasz Kiszycki    | UKS Boćwinka Łoś Gołdap       |
| 7.      | Judyta Ruszewska Aleksandra Szuler | Łoś Gołdap                    |

### Drużynowo
| Miejsce | Zawodnik                                                      | Klub                          |
| ------- | ------------------------------------------------------------- | ----------------------------- |
| 1.      | Adam Jędrzejko Klaudia Chowaniec Adam Jędrzejko / Alan Wnuk   | Beskidy Bielsko-Biała         |
| 2.      | Damian Fender Wioletta Ryś Andrzej Laszczak / Damian Waniczek | Jastrząb Szczyrk              |
| 3.      | Łukasz Goryl Karolina Banach Łukasz Goryl / Mirosław Sojka    | Lipowiec Czechowice-Dziedzice |